# Hersilia taita
Espèce
Hersilia taita est une espèce d'araignées aranéomorphes de la famille des Hersiliidae.

## Distribution
Cette espèce est endémique du Kenya. Elle se rencontre dans les monts Taita

## Description
Les mâles mesurent de 3,83 à 3,90 mm.

## Étymologie
Son nom d'espèce lui a été donné en référence au lieu de sa découverte.

## Publication originale
- Foord & Dippenaar-Schoeman, 2006 : A revision of the Afrotropical species of Hersilia Audouin (Araneae: Hersiliidae). Zootaxa, no 1347, p. 1-92.